# Десять сантимов (Франция)
Десять сантимов (фр. Dix centimes) — номинал французских денежных знаков, равный 10⁄100 французского франка, выпускавшийся в 1807—2001 годах в виде монет, а также в виде различных денежных суррогатов (металлических и бумажных, в том числе марок-денег).

## Общегосударственные монеты
Чеканка биллонных монет в 10 сантимов начата в период Первой империи, в 1807 году. Рисунок монеты выполнил Пьер-Жозеф Тиолье. Монеты оказались непопулярны, и в 1810 году их чеканка была прекращена.
После провозглашения Второй империи в 1852 году начата чеканка монет нового образца, который разработал Жан-Жак Барр. Новые монеты были бронзовые. Первоначально на монетах помещался портрет императора Наполеона III без лаврового венка (тип Tête nue), а с 1861 года — портрет императора в венке (тип Tête laurée). Новый портрет выполнил Альбер-Дезире Барр.
В 1870 году Третьей республикой начат выпуск новых 10-сантимовых монет. Диаметр и вес монет, установленные в период Второй империи, остались неизменными. Новый тип монет («Церера») разработал Эжен Удине. В 1898 году тип монет изменился. Новый тип монет («Дюпюи») разработал Жан-Батист-Даниэль Дюпюи.
Чеканка монет типа Дюпюи продолжалась до 1921 года, но уже в 1914 году был начат выпуск монет нового типа «Линдайё», который разработал Эдмон-Эмиль Линдайё. В 1939 году чеканка была приостановлена.
В 1941 году, в период режима Виши, монеты номиналом менее 10 сантимов были изъяты из обращения, монеты в 10 сантимов стали наименьшим номиналом французских монет. Их выпуск был возобновлён в 1941 году, причём в первый год чеканки были выпущены монеты и старого типа «Линдайё» (но из цинка, а не из никелевой бронзы), и монеты нового типа, на которых символика Французской Республики была заменена на символику марионеточного Французского Государства.
В 1945 году, после освобождения, была возобновлена чеканка монет типа «Линдайё», но уже в следующем, 1946 году, она была прекращена, а в 1947 году в связи с инфляцией монеты в 10 сантимов были изъяты из обращения.
В январе 1960 года была проведена денежная реформа, введён «новый франк», равный 100 старым. Сантимы вновь вернулись в обращение. В 1962 году начат выпуск 10 сантимов типа «Марианна». Тип новой монеты, чеканившейся до 2001 года, разработал Анри Лагрифул.
| Изображение                                    | Изображение                 | Диаметр, мм                 | Толщина, мм                 | Масса, г                    | Металл                         | Гурт                        | Годы чеканки                | Примечания |
| Первая империя (Наполеон I)                    | Первая империя (Наполеон I) | Первая империя (Наполеон I) | Первая империя (Наполеон I) | Первая империя (Наполеон I) | Первая империя (Наполеон I)    | Первая империя (Наполеон I) | Первая империя (Наполеон I) | Первая империя (Наполеон I) |
| ---------------------------------------------- | --------------------------- | --------------------------- | --------------------------- | --------------------------- | ------------------------------ | --------------------------- | --------------------------- | --- |
|                                                |                             | 19                          |                             | 2                           | Биллон                         | гладкий                     | 1807—1810                   | Монетные дворы — Париж (A), Руан (B), Страсбург (BB), Лион (D), Ла-Рошель (H), Лимож (I), Бордо (K), Тулуза (M), Перпиньян (Q), Нант (T), Лилль (W). Тираж — 32 868 262 |
| Вторая империя (Наполеон III)                  |                             |                             |                             |                             |                                |                             |                             | |
|                                                |                             | 30                          |                             | 10                          | Бронза                         | гладкий                     | 1852—1857                   | Тип «Tête nue». Монетные дворы — Париж (A), Руан (B), Страсбург (BB), Лион (D), Бордо (K), Марсель (MA), Лилль (W). Тираж — 258 813 784                                 |
|                                                |                             | 30                          |                             | 10                          | Бронза                         | гладкий                     | 1861—1865                   | Тип «Tête laurée». Монетные дворы — Париж (A), Страсбург (BB), Бордо (K). Тираж — 52 060 108                                                                            |
| Третья республика                              |                             |                             |                             |                             |                                |                             |                             | |
|                                                |                             | 30                          | 1,4                         | 10                          | Бронза                         | гладкий                     | 1870—1898                   | Тип «Церера». Монетные дворы — Париж (A), Бордо (K). Тираж — 50 257 514                                                                                                 |
|                                                |                             | 30                          | 1,9                         | 10                          | Бронза                         | гладкий                     | 1898—1917, 1920, 1921       | Тип «Дюпюи». Монетные дворы — Париж (A), Бордо (K). Тираж — 122 071 257                                                                                                 |
|                                                |                             | 21                          |                             | 4                           | Никель                         | гладкий                     | 1914                        | Тип «Линдайё», подчёркнуты буквы «mes» на реверсе. Тираж — 3972 |
|                                                |                             | 21                          | 1,68                        | 4                           | Медь—никель                    | гладкий                     | 1917—1938                   | Тип «Линдайё», тираж — 701 480 534 |
|                                                |                             | 21                          | 1,4                         | 3                           | Медь—никель—олово              | гладкий                     | 1938, 1939                  | Тип «Линдайё», тираж — 86 419 317 |
| Режим Виши                                     |                             |                             |                             |                             |                                |                             |                             | |
|                                                |                             | 21                          | 1,35                        | 2,5                         | Цинк                           |                             | 1941                        | Тип «Линдайё», тираж — 235 875 200. Разновидности — подчёркнутые или не подчёркнутые буквы «mes», точка справа или с обеих сторон даты                                  |
|                                                |                             | 21                          |                             | 2,5                         | Цинк                           |                             | 1941—1943                   | Тираж — 188 556 000 |
|                                                |                             | 17                          |                             | 1,5                         | Цинк                           |                             | 1943, 1944                  | Тираж — 83 101 650 |
| Временное правительство и Четвёртая республика |                             |                             |                             |                             |                                |                             |                             | |
|                                                |                             | 17                          | 1,3                         | 1,5                         | Цинк                           |                             | 1945, 1946                  | Тип «Линдайё». Монетные дворы — Париж, Бомон-ле-Роже (B), Кастельсарразен (C) тираж — 64 365 660                                                                        |
| Пятая республика                               |                             |                             |                             |                             |                                |                             |                             | |
|                                                |                             | 20                          | 1,5                         | 3                           | Медь-алюминий-никель 920/60/20 | гладкий                     | 1962—2001                   | Тип «Марианна», тираж — 5 409 659 826 |

## Монеты заморских владений
До 1820 года законным платёжным средством на территории Французской Гвианы был колониальный ливр, периодически до 1816 года чеканились монеты колонии в су. Несмотря на то, что французский франк был объявлен законным платёжным средством в Гвиане только в 1820 году, уже в 1818-м были выпущены монеты в сантимах. В 1846 году чеканка монет для Гвианы прекращена.
В 1820 году французский франк объявлен законным платёжным средством на территории Французской Вест-Индии. В 1825 году была начата чеканка монет в сантимах с надписью «Французские колонии» (Colonies françaises). Использовались они, однако, не во всех французских колониях, а только в Вест-Индии, в основном — на Мартинике и Гваделупе.
До 1945 года денежной единицей Французской Экваториальной Африки официально был французский франк. В связи с тем, что правительство колонии выступило на стороне Сражающейся Франции, связь с Банком Франции и возможность получения из метрополии денежной наличности (в том числе разменных монет) отсутствовала. В 1943 году на монетном дворе Претории были отчеканены монеты, на которых была изображена символика Сражающейся Франции — Лотарингский крест и галльский петух. Монеты в 10 сантимов в обращение не были выпущены.
| Аверс                             | Реверс             | Диаметр, мм        | Толщина, мм        | Масса, г           | Металл             | Гурт               | Годы чеканки           | Примечания                                                           |
| Французская Гвиана                | Французская Гвиана | Французская Гвиана | Французская Гвиана | Французская Гвиана | Французская Гвиана | Французская Гвиана | Французская Гвиана     | Французская Гвиана                                                   |
| --------------------------------- | ------------------ | ------------------ | ------------------ | ------------------ | ------------------ | ------------------ | ---------------------- | -------------------------------------------------------------------- |
|                                   |                    | 22,5               |                    | 2,5                | Биллон             |                    | 1818                   | Людовик XVIII. Монетный двор — Париж (A). Тираж — 2 000 000          |
|                                   |                    |                    |                    | 2,5                | Биллон             |                    | 1846                   | Луи-Филипп I. Тираж — 1 400 000                                      |
| Французские колонии               |                    |                    |                    |                    |                    |                    |                        |                                                                      |
|                                   |                    | 31,2               | 3,2                | 20                 | Бронза             | узор               | 1825, 1827—1829        | Карл X. Монетные дворы — Париж (A), Ла-Рошель (H). Тираж — 1 006 000 |
|                                   |                    | 31                 | 3,3                | 20                 | Бронза             | гладкий            | 1839, 1841, 1843, 1844 | Луи-Филипп I. Монетный двор — Париж (A). Тираж — 802 000             |
| Французская Экваториальная Африка |                    |                    |                    |                    |                    |                    |                        |                                                                      |
|                                   |                    |                    |                    |                    | Алюминиевая бронза |                    | 1943                   | В обращение не выпущены                                              |

## Осадные монеты
В 1814 году во время осады Антверпена небольшим тиражом были выпущены бронзовые и серебряные «осадные монеты» (monnaie obsidionale).
| Аверс                     | Реверс                    | Диаметр, мм               | Толщина, мм               | Масса, г                  | Металл                    | Гурт                      | Годы чеканки              | Примечания |
| Антверпен, осадные монеты | Антверпен, осадные монеты | Антверпен, осадные монеты | Антверпен, осадные монеты | Антверпен, осадные монеты | Антверпен, осадные монеты | Антверпен, осадные монеты | Антверпен, осадные монеты | Антверпен, осадные монеты                                                                                              |
| ------------------------- | ------------------------- | ------------------------- | ------------------------- | ------------------------- | ------------------------- | ------------------------- | ------------------------- | --- |
|                           |                           |                           |                           |                           | Бронза                    |                           | 1814                      | Имеются разновидности: монограмма «N» или двойная «L» на аверсе, другие отличия деталей аверса, а также веса и размера |
|                           |                           |                           |                           |                           | Серебро                   |                           | 1814                      | Разновидности: монограмма «N» или двойная «L» на аверсе                                                                |

## Денежные суррогаты
Выпуск различных денежных суррогатов (во французском языке принято название Monnaie de nécessité) происходил в различные периоды существования французского франка. Известны монетоподобные медные 10 сантимов Fabrique du Vast (Шербур), датируемые 1795 годом. Наибольшее распространение выпуск суррогатов получил в период Первой мировой войны (1914—1918) и в послевоенный период (1919—1924). В обоих этих случаях массовый выпуск суррогатов был вызван недостатком в обращении монет мелких номиналов, так объём чеканки монет не покрывал потребности обращения, а монеты из драгоценных металлов подвергались тезаврации.
Существует множество видов различных выпусков негосударственных денежных знаков — торговых палат (Франции, региональных палат, торговых палат муниципалитетов), муниципалитетов, частных предприятий. Если суррогаты торговых палат и муниципалитетов формально были обеспечены суммой, находившейся в казначействе, то частные выпуски, как правило, производились без всякого обеспечения.
Основные формы выпуска суррогатов в 10 сантимов:
- металлические (монетоподобные) — из алюминия и др. металлов и сплавов; круглые, восьмиугольные и др. форм (Коммерческий и индустриальный синдикат Сент-Годанса, Коммерческая палата Перигё, Кинотеатр Эден (Ним) и мн.др.);
- бумажные — (Коммерческая палата Сен-Пьера и Микелона и др.);
- картонные — круглые, квадратные или прямоугольные (Федерация предпринимателей Монтобана, Коммерческое общество Брив-Коррез, «Commerce Gaillacois» и др.);
- марки-деньги — почтовые марки, наклеенные на круглый жетон или помещённые в прозрачную капсулу. На обратной стороне жетона указывалось название предприятия (Анисовая настойка Мари Бризар, Банк Жюль Бутен, Колбасы Видо и мн.др.)[14].